# Pietro Micca (film)
Pietro Micca è un film del 1938 diretto da Aldo Vergano, al suo debutto come regista.
Tratto dal romanzo storico I dragoni azzurri di Luigi Gramegna, racconta la vicenda dell'eroico militare sabaudo Pietro Micca, durante l'Assedio di Torino del 1706.
È attualmente considerato perduto; ne sopravvive uno spezzone di pochi minuti, donato al Museo Nazionale del Cinema di Torino dall'attore Carlo Petruzzelli che interpretava nel film la parte del bambino Vigin.
Il film segnò il debutto cinematografico di Clara Calamai, qui accreditata con lo pseudonimo Clara Mais.

## Trama
XVIII secolo, sono gli anni della Guerra di successione al trono spagnolo, che sta insanguinando tutta l'Europa; i francesi, alleati degli spagnoli, volendo annetterlo alla Francia, invadono il Piemonte, trovando però una strenua resistenza da parte dell'esercito sabaudo, capeggiato dai principi Vittorio Amedeo II di Savoia ed Eugenio di Savoia; Le truppe riescono comunque ad arrivare alla città di Torino, mettendola sotto assedio, ma questa viene valorosamente difesa dai torinesi, tra cui vi è anche Pietro Micca, un militare prode e coraggioso; per bloccare i nemici, la Compagnia delle talpe, un gruppo di esperti minatori torinesi, scava delle gallerie sotto la loro artiglieria per farla saltare in aria attraverso una grande mina da loro fabbricata, in attesa che giungano in città i principi di Savoia assieme alle loro truppe. Ma una spia dell'esercito francese riesce a penetrare dentro la città assediata, scopre il piano della Compagnia ed avverte i francesi; questi decidono dunque di penetrare nella città proprio attraverso queste gallerie sotterranee, ma Pietro, per impedire che gli invasori entrino a Torino, decide di sacrificarsi eroicamente per la sua città, facendosi saltare in aria assieme alla gigantesca mina, serrandogli così il passo; poco dopo, arrivano finalmente i principi di Savoia, che sul campo di battaglia riescono ad avere la meglio sui francesi ed a cacciarli via da Torino.

## Produzione
La pellicola, prodotta dalla società Taurinia Film e distribuito dalla CINF (Consorzio Italiano Noleggiatori Film), entrambi costituitisi appositamente per questa produzione, fu girata nell'autunno 1937 negli stabilimenti di Cinecittà (inaugurati nella primavera di quello stesso anno) per gli interni, mentre gli esterni furono realizzati presso la cittadella di Alessandria.
La produzione si è avvalsa della collaborazione di Enzo Musumeci Greco come maestro d'armi.

## Distribuzione
Il film fu distribuito nel circuito cinematografico italiano nel gennaio del 1938.

### Accoglienza
Come per tutta la produzione cinematografica italiana degli anni trenta, anche per Pietro Micca non sono disponibili dati sugli introiti economici della pellicola, né le fonti forniscono elementi indiretti a tale proposito.